# Acosmeryx
Acosmeryx é um gênero de mariposa pertencente à família Sphingidae.
- Acosmeryx anceus (Stoll, 1781)
- Acosmeryx beatae Cadiou, 2005
- Acosmeryx castanea Rothschild & Jordan, 1903
- Acosmeryx formosana (Matsumura, 1927)
- Acosmeryx miskini (Murray, 1873)
- Acosmeryx miskinoides Vaglia & Haxaire, 2007
- Acosmeryx naga (Moore, 1858)
- Acosmeryx omissa Rothschild & Jordan, 1903
- Acosmeryx pseudomissa Mell, 1922
- Acosmeryx sericeus (Walker, 1856)
- Acosmeryx shervillii Boisduval, 1875
- Acosmeryx sinjaevi Brechlin & Kitching, 1996
- Acosmeryx socrates Boisduval, 1875
- Acosmeryx tenggarensis Brechlin & Kitching, 2007

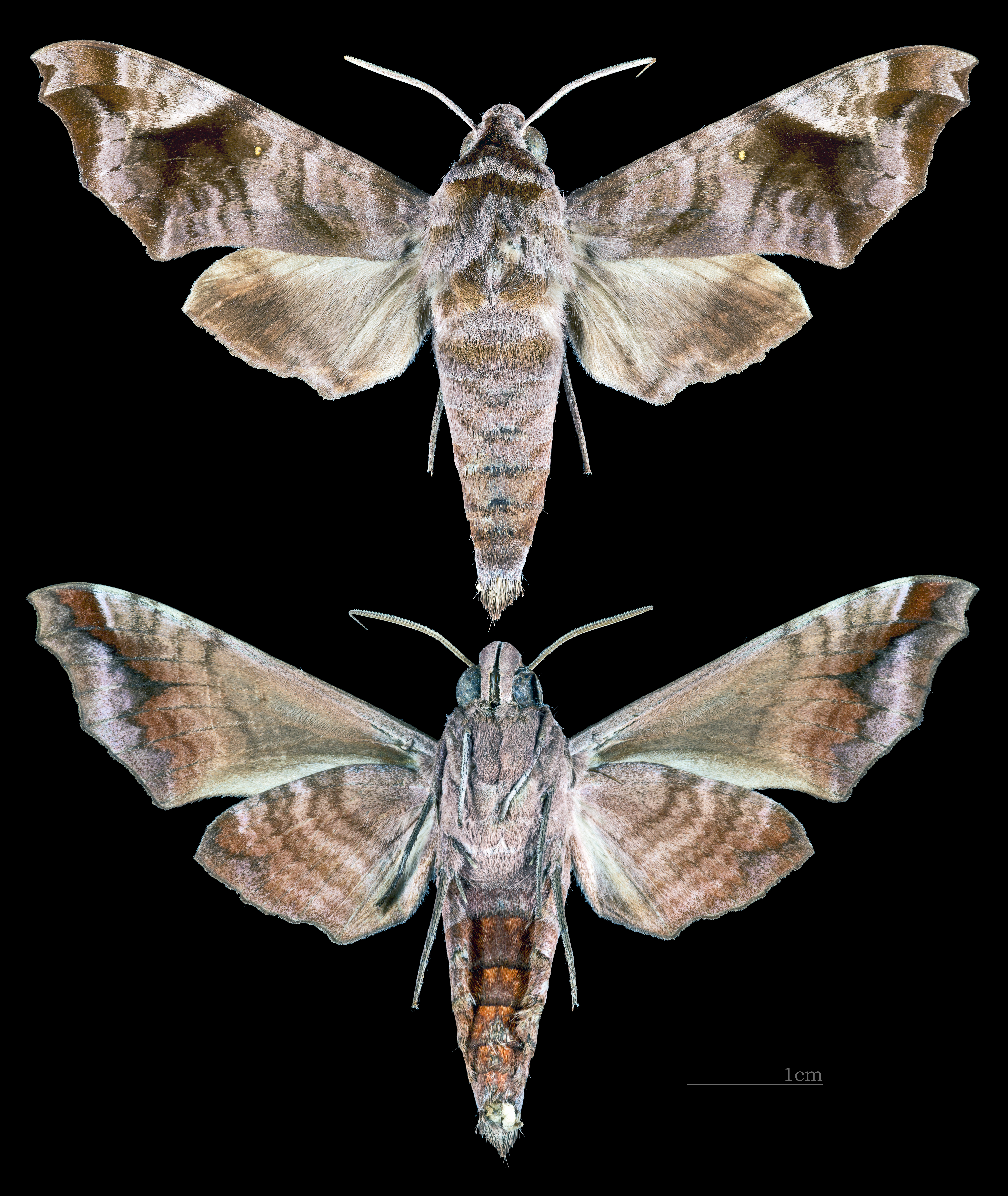
Acosmeryx anceus
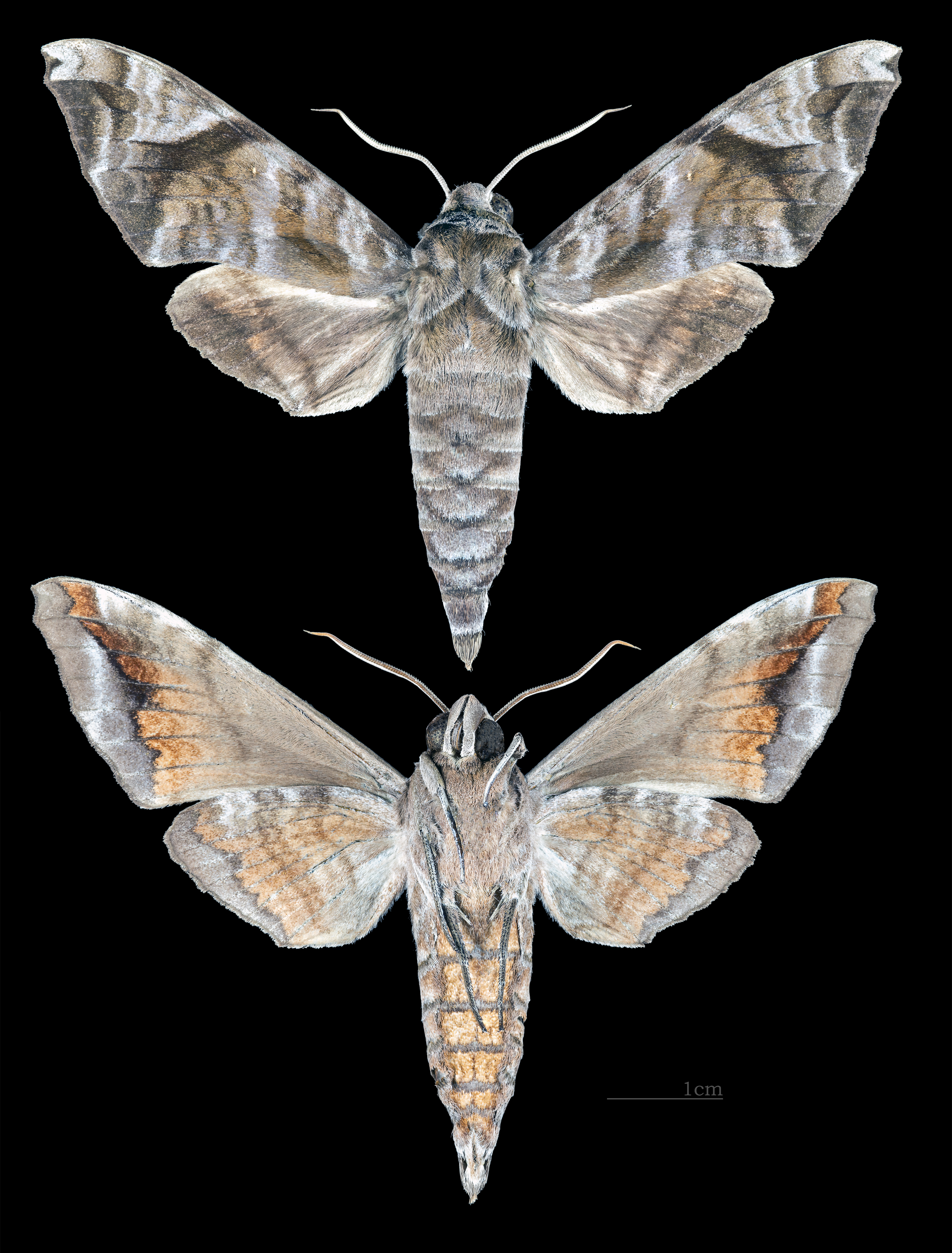
Acosmeryx castanea
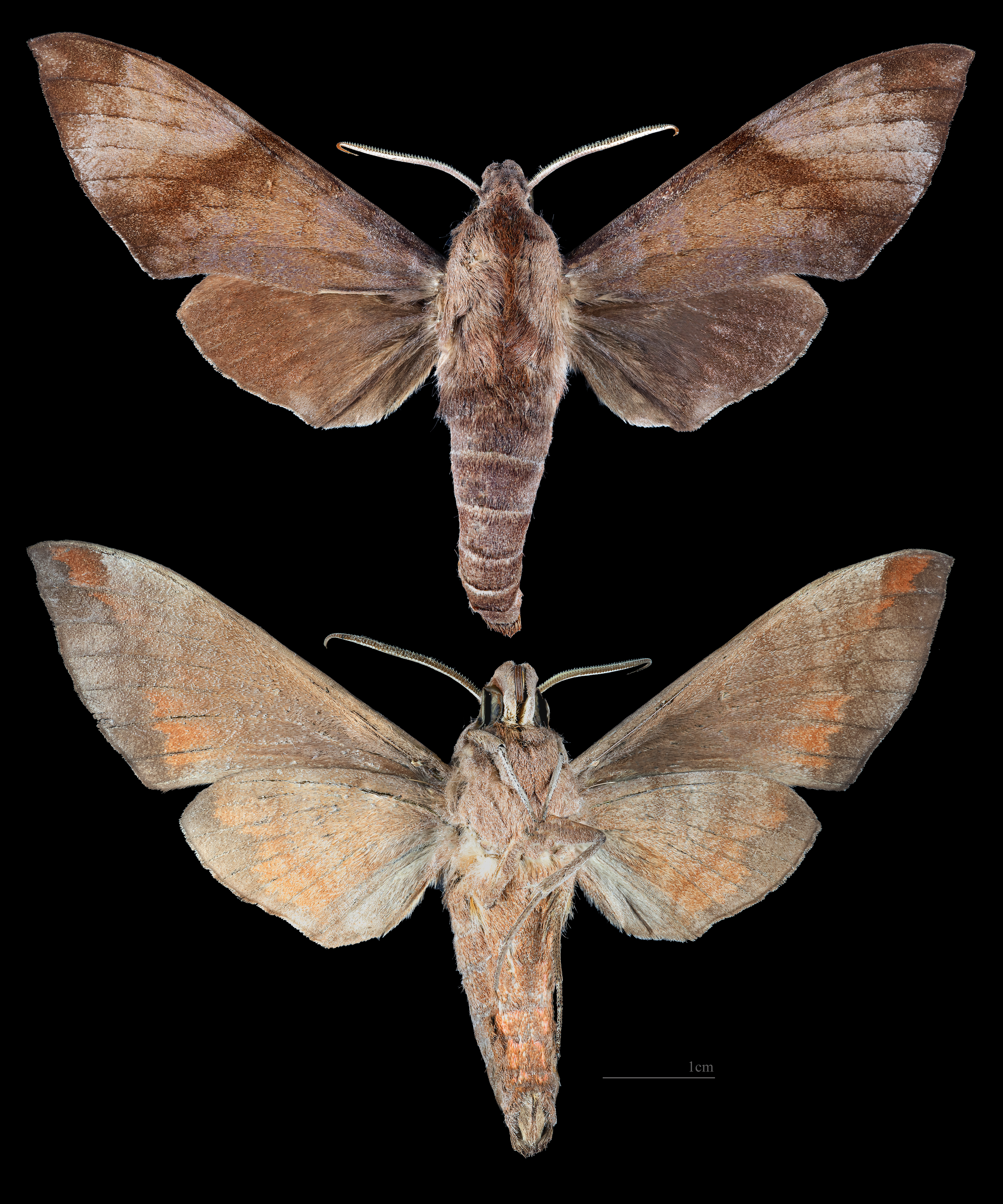
Acosmeryx formosana
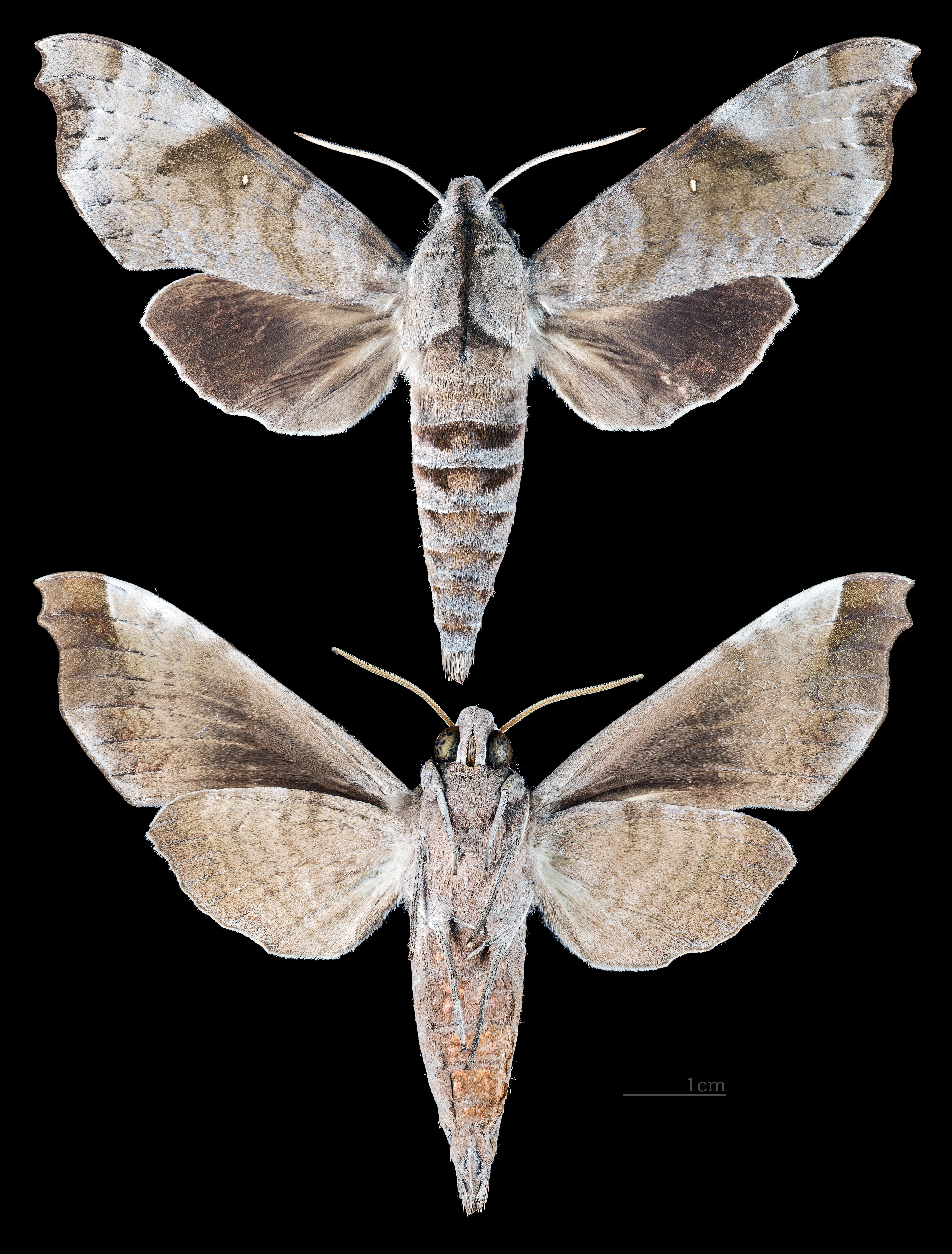
Acosmeryx miskini
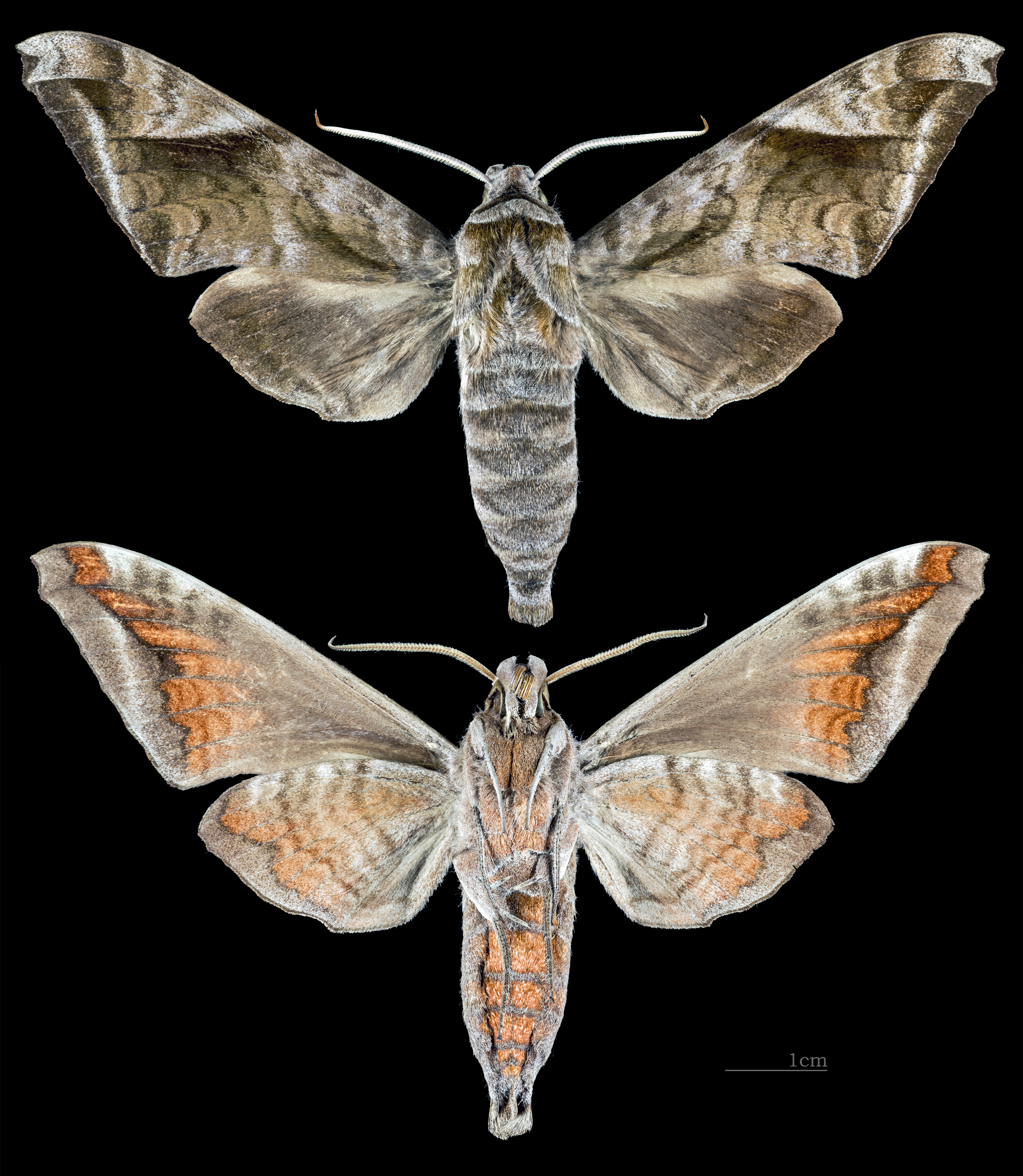
Acosmeryx naga
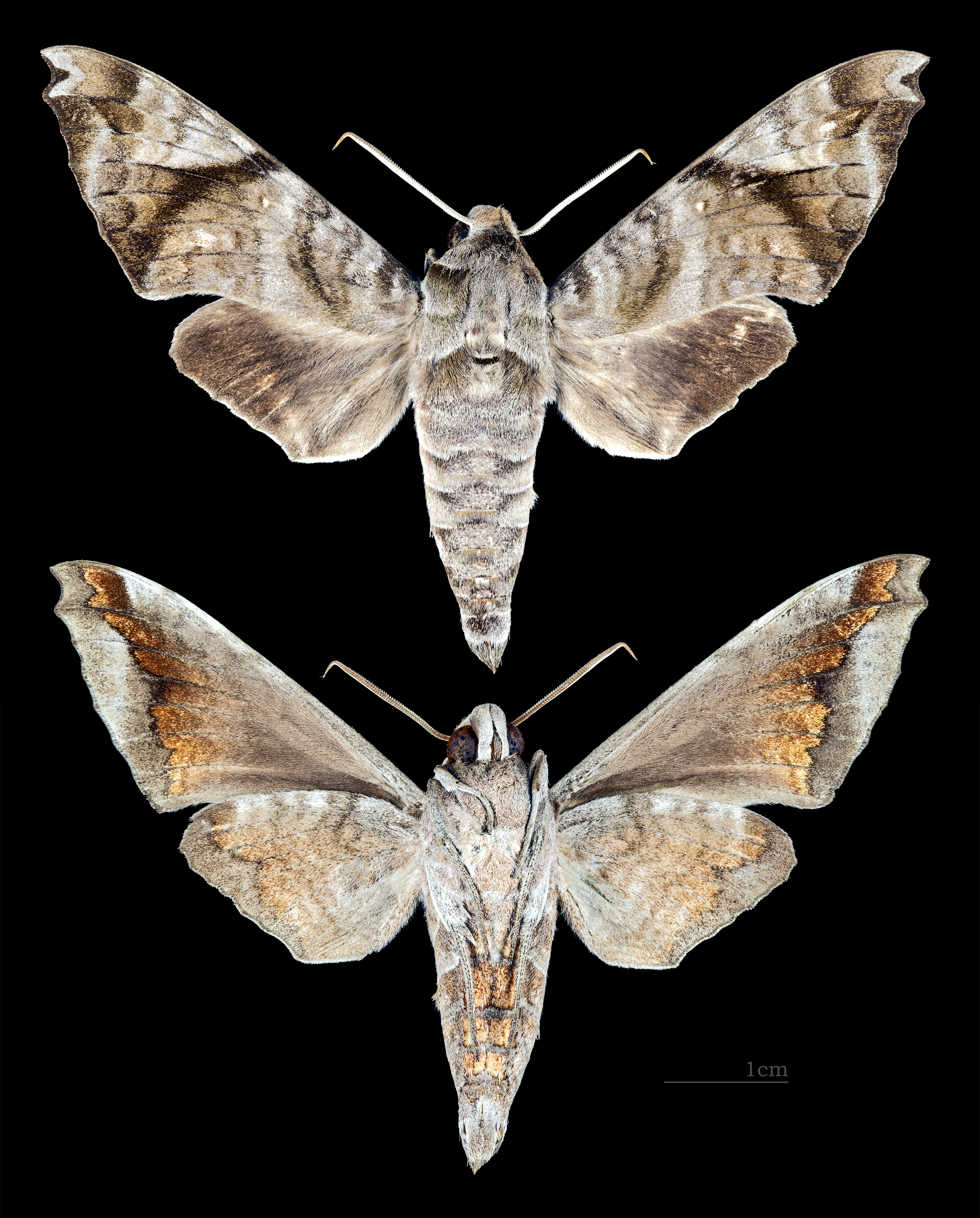
Acosmeryx pseudomissa
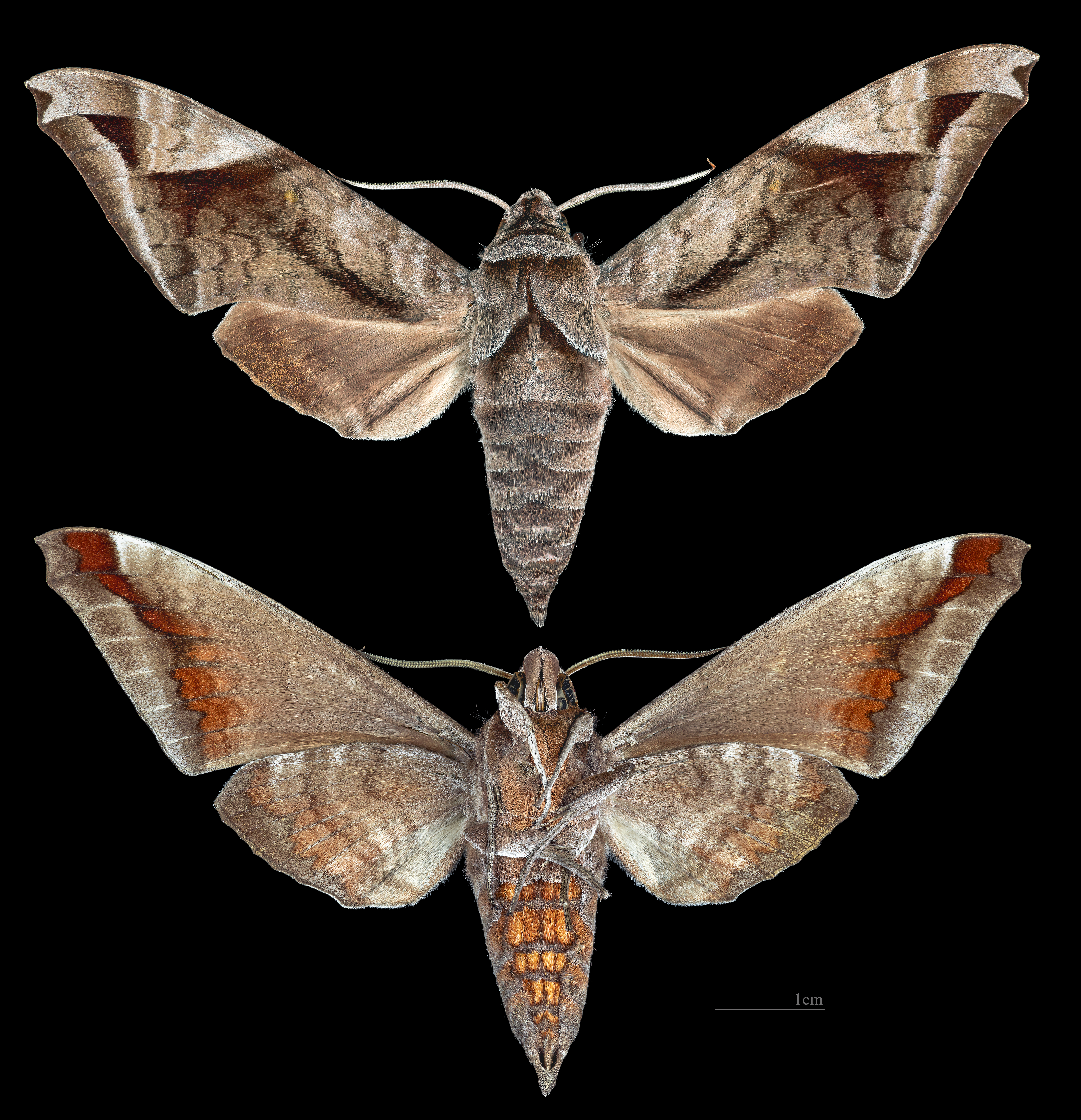
Acosmeryx sericeus
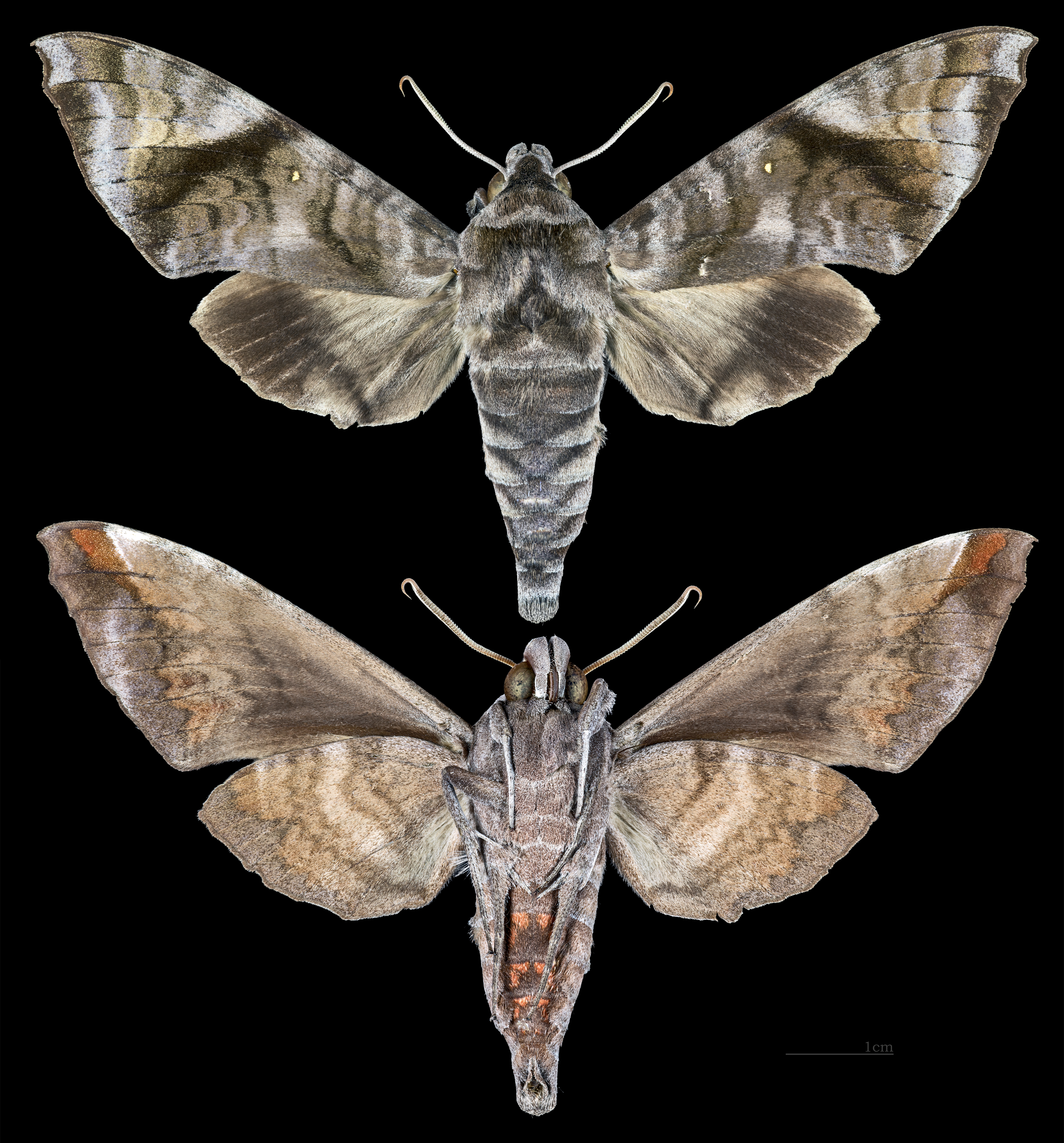
Acosmeryx shervillii
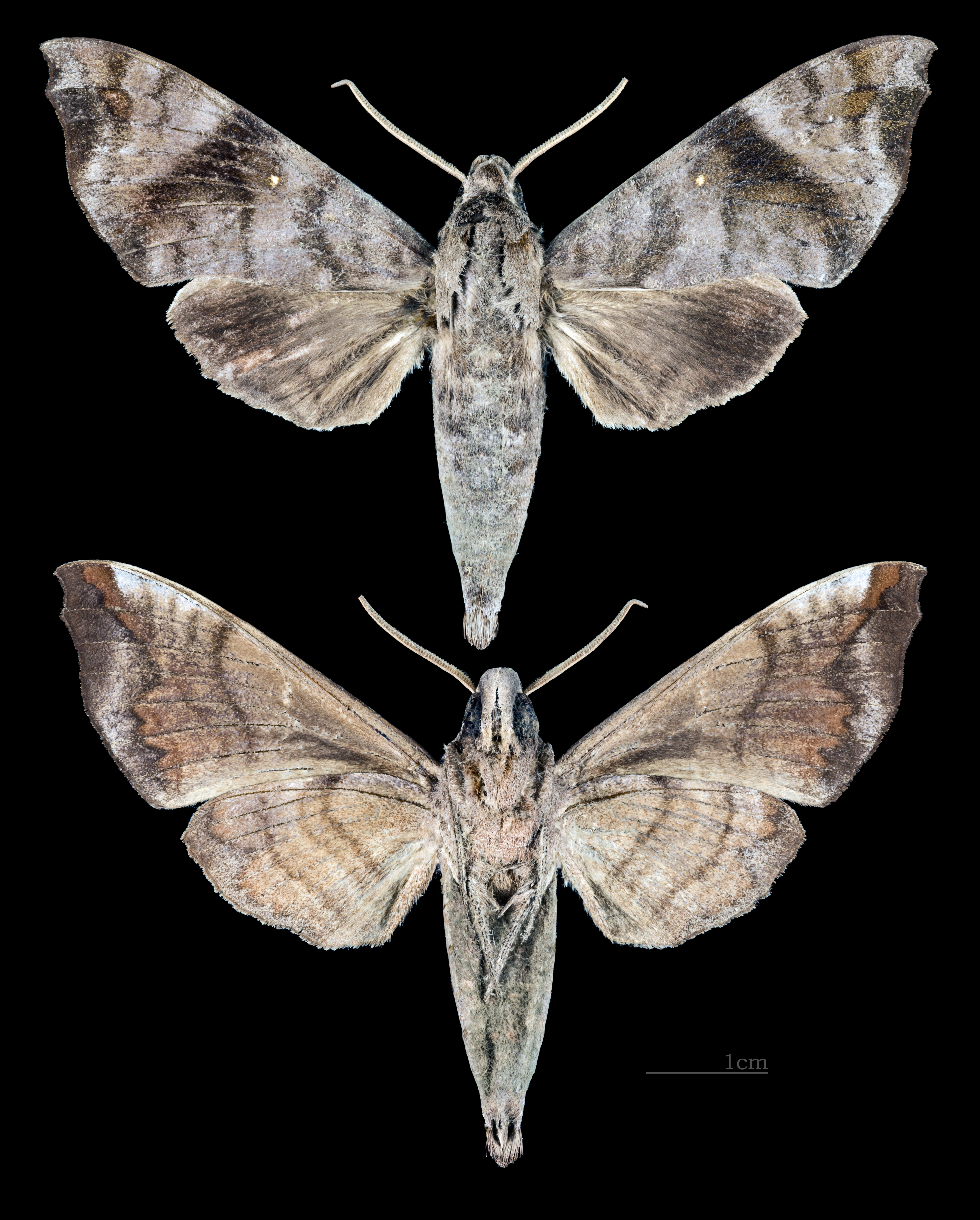
Acosmeryx socrates